# Jagdfliegergeschwader 9

Nationalitetsbeteckning (från 1985 och framåt) på ett flygplan tillhörigt NVA

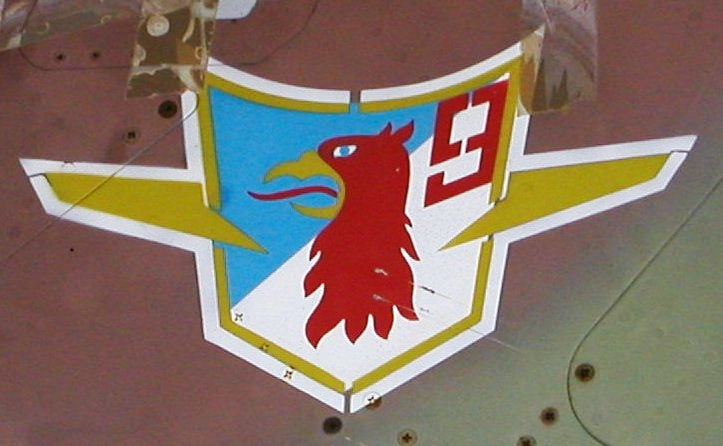
Eskaderns emblem

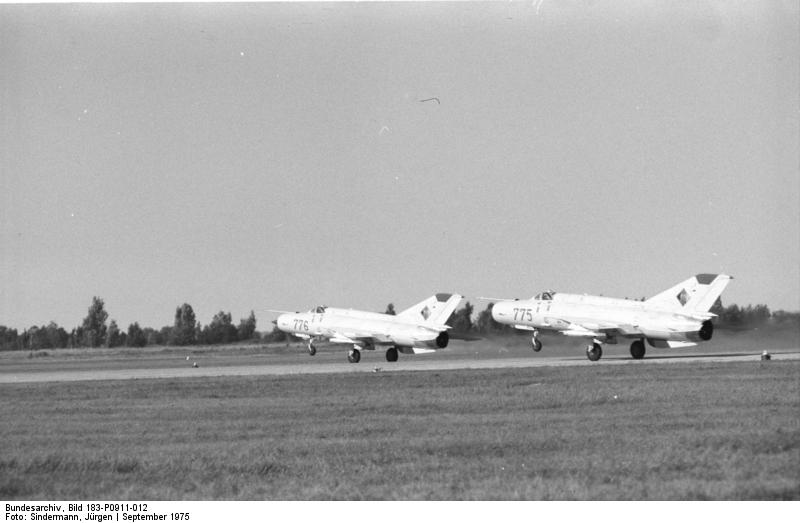
Övningsflygning 11 september 1975

Jagdfliegergeschwader 9 "Heinrich Rau" (JG-9) var en eskader inom Östtysklands flygvapen. Förbandet, som var underställt Tredje luftförsvarsdivisionen (3. Luftverteidigungsdivision), var 1961-1990 förlagt till flygbasen i Peenemünde på ön Usedom.

## Historik
JG-9:s föregångare var den i december 1953 uppsatta Andra avdelningen inom Andra flygklubben i Kasernierte Volkspolizei, förlagda till garnisonsorten Drewitz (distriktet Cottbus). 28 augusti 1954 bytte den namn från Andra avdelningen till Tredje flygkommandot.
Då den nyinrättade Nationale Volksarmee tog över befälet 26 december 1956 fick förbandet åter ett nytt namn och kallades nu för Nionde flygeskadern inom Tredje flygdivisionen. 16 maj 1961 förlades förbandet till flygbasen i Peenemünde där det så småningom fick namnet Jagdfliegergeschwader 9, Nionde jaktflygseskadern (JFG 9, senare JG 9). På ön låg under den nazityska eran en försöksanläggning, Heeresversuchsanstalt Peenemünde, och den av Luftwaffe byggda flygplatsen utvidgades betydligt 1958-1961.
På den tionde årsdagen av NVA:s inrättande, 1 mars 1966, erhöll förbandet som första jaktflygseskader ett ärenamn, Heinrich Rau.
I slutet av 1980-talet, i samband med nedrustningsförhandlingarna i Wien, diskuterades om förbandet skulle inordnas som en marin jaktflygseskader i Volksmarine. Första flottiljen inom Volksmarine var också förlagd till Peenemünde. Förslaget genomfördes dock inte eftersom eskaderns huvudbeväpning, MiG-23, inte var lämpad för den typen av verksamhet som flottiljen bedrev.
13 september 1990 omkom major Sascha Syrbe vid en flyguppvisning då han tappade orienteringen och störtade. Det var den sista dödsolyckan inom NVA och den omkomne efterlämnade hustrun Barbara Syrbe och tre barn.
26 september 1990 ägde den sista NVA-flygningen rum. Den siste piloten att landa på Peenemünde var överstelöjtnant Dietze, dåvarande chef för JG 9.
3 oktober 1990 inordnades JG 9 i tyska flygvapnet och upplöstes därefter stegvis.

## Befälhavare
Nedan visas JG 9:s befälhavare 
| Från              | Till              | Grad            | Namn       |
| ----------------- | ----------------- | --------------- | ---------- |
| 1954/55           | ?                 | Kapten          | Richter    |
| ?                 | 24 september 1956 | Major           | Dörl       |
| 24 september 1956 | 23 juli 1956      | Major           | Haufe      |
| 23 juli 1956      | 1 januari 1960    | Kapten          | Schneider  |
| 1 januari 1960    | 21 augusti 1961   | Kapten          | Wiese      |
| 1 augusti 1961    | 15 november 1961  | Major           | Baarss     |
| 15 november 1961  | 1 september 1963  | Major           | Schneider  |
| 1 september 1963  | 1 juni 1964       | Major           | Ullmann    |
| 1 juni 1964       | 30 oktober 1964   | Major           | Köhler     |
| 30 oktober 1964   | 13 augusti 1965   | Major           | Schmidt    |
| 13 augusti 1965   | 25 augusti 1968   | Överstelöjtnant | Baarss     |
| 25 augusti 1968   | 13 november 1973  | Kapten          | Berger     |
| 13 november 1973  | 19 november 1977  | Överstelöjtnant | Fiss       |
| 19 november 1977  | 1 december 1978   | Överstelöjtnant | Zimmermann |
| 1 december 1978   | 30 april 1981     | Överstelöjtnant | Pätz       |
| 1 maj 1981        | 1985              | Överstelöjtnant | Gyurkovits |
| 1985 (ev 1987)    | 1989              | Överste         | Wukasch    |
| 30 oktober 1989   | 30 september 1990 | Överstelöjtnant | Dietze     |

## Flygplanstyper
I JG-9 användes följande flygplanstyper:
- Jak-18
- Jak-11
- MiG-15bis
- MiG-15UTI
- MiG-17F
- MiG-17PF
- MiG-21F13
- MiG-21PFM
- MiG-21U
- MiG-21SPS
- MiG-21SPS/K
- MiG-21M
- MiG-21US
- MiG-21, versionerna SAU och Lasur
- MiG-21MF
- MiG-21UM
- MiG-21UB
- MiG-23ML
- MiG-23MF
- MiG-23UB